# 陳良忠
陳良忠（英語：Chan Leung Chung，1939年—），香港播音諧星、電影及電視演員，有「恢諧泰斗」之稱的口技能手，在「海天歌廳」表演惹笑節目《滿天神佛》，擔任麗的電視的《本姑娘》(1969年)節目。銀幕處女作是《出嫁從妻》(1965年)，息影作《血洗唐人街》(1982年)，角色形象多樣化，反串諧角，參演約20齣電影。

## 演藝生涯
1962年6月14日(星期四)晚上6時，陳良忠參加在香港大會堂音樂廳舉行的香港電臺主辦「初試新星」第五期決賽，擊敗其他7位選手，被評判江玲及崔萍選為冠軍。陳良忠能演諧戲，能唱粵曲，能反串唱子喉，亦有口技天才。曾經將潮州曲譜諧曲唱出，成為家傳戶誦之「自己顧自己」諧曲。
陳良忠與陳寶珠赴美國隨片登臺，1978年已在美國娶得華僑妻子在紐約定居，經營製衣，後因業務關係常回香港，亦客串在旺角「愛群歌劇院」，與朱咪咪、吳香倫、柳影虹等人共同演出。。
陳良忠在60年末的粵語電影中﹐不時會發現他的影蹤﹐他原籍廣東南海﹐在上海長大﹐在香港仿林中學求學﹐他以唱歌起家﹐20歲時曾為名作曲家姚敏擔任“抄曲”工作﹐其後在電影中擔任一些不太重要的角色。1966年獲粵劇紅伶鄧碧雲賞識﹐邀請隨行到星馬登台﹐因為他懂七種方言 (粵語﹑英語﹑國語﹑吳語﹑潮語﹑客家語及馬來語) ﹑擁有四聲帶 (可一人分飾男女老少四種角色)﹐加上他能自編自導趣劇﹐演諧劇又有一手﹐故大受歡迎。回港後﹐他便繼續拍電影及於歌廳獻唱﹐並且灌錄唱片﹐也不時在亮相“歡樂今宵” 電視節目﹐屬60/70年代具知名度的歌影視藝人﹐所拍的電影包括“郎如春日風”(1969)﹑ “嫁衣”(1970) 及“滿肚密圈”(1970) 等﹐後逐漸淡出演藝圈。

## 外部連結
- 香港電影資料館：陳良忠參演電影的記錄[永久]
- 香港影庫：陳良忠 （页面存档备份，存于）
- 橫間白色恤觀眾的陳良忠影像片斷侵犯版權?